# 星岛二郎
星岛二郎（日语：星島 二郎/ほししま にろう，1887年11月6日—1980年1月3日），日本的政治家、律师。

## 生平
曾担任吉田茂时期的众议院议长、商工大臣、不管部大臣。